# 6 décembre en sport
6 novembre 6 janvier
Chronologies thématiques
- Croisades
- Ferroviaires
- Disney

Le 6 décembre (340e jour de l'année ou 341e en cas d'année bissextile) en sport.

## Événements

### XIXesiècle
- 1882 :
  - (Football) : fondation de l'International Board de football, gardien des lois du jeu.
- 1885 :
  - (Cyclisme) : fondation à Pavie en Italie de l’Unione Velocipedistica Italiana.

### XXIesiècle
- 2020 :
  - (Compétition automobile) :
    - (Formule 1) : sur le Grand Prix automobile de Sakhir disputé sur le circuit international de Sakhir à Sakhir au Bahreïn, victoire du Mexicain Sergio Pérez qui devance le Français Esteban Ocon et le Canadien Lance Stroll.
    - (Rallye automobile /Championnat du monde) : vainqueurs du rallye de Monza ce dimanche, le Gapençais Sébastien Ogier et son copilote Julien Ingrassia ont devancé les Hyundai du champion en titre, l'Estonien Ott Tänak et l’Espagnol Dani Sordo. En retard de 14 points au général sur son coéquipier chez Toyota Elfyn Evans, Ogier a profité de la sortie du route du Gallois Elfyn Evans pour ensuite finir en beauté avec un succès en Italie. Sa 49e victoire en WRC. Septième couronne mondiale pour le Français qui rejoint ainsi dans la légende le Finlandais Juha Kankkunen, seul autre pilote couronné avec trois marques différentes (Peugeot, Lancia, Toyota)[1].

## Naissances

### XIXesiècle
- 1888 : 
  - Sven Landberg, gymnaste suédois. Champion olympique du concours général par équipes aux Jeux de Londres 1908 puis champion olympique du système suédois par équipes aux Jeux de Stockholm 1912. († 11 avril 1962).

### XXesiècle:1901-1950
- 1902 : 
  - Saverio Ragno, épéiste et fleurettiste italien. Médaillé d'argent de l'épée par équipes aux Jeux de Los Angeles 1932 puis champion olympique de l'épée par équipes, médaillé d'argent de l'épée individuelle et médaillé d'argent du fleuret par équipes aux Jeux de Londres 1948. Champion du monde du fleuret par équipes d'escrime 1930 et 1950, champion du monde d'escrime du fleuret par équipes et de l'épée par équipes 1931 et 1933, champion du monde d'escrime de l'épée par équipes 1937. († 22 avril 1969).
- 1903 :
  - Tony Lazzeri, joueur de baseball américain. († 6 août 1946).
- 1907 : 
  - Giovanni Ferrari, footballeur puis entraîneur italien. Champion du monde de football 1934 et 1938. (44 sélections en équipe nationale). († 2 décembre 1982).
- 1908 : 
  - Miklós Szabó, athlète de demi-fond hongrois. Champion d'Europe d'athlétisme du 800m et médaillé d'argent du 1 500m 1934. († 3 décembre 2000).
- 1912 : 
  - Albert Dusch, arbitre de football allemand. († 6 décembre 2002).
- 1913 : 
  - Eleanor Holm, nageuse américaine. Championne olympique du 100m dos aux Jeux de Los Angeles 1932. († 31 janvier 2004).
- 1919 : 
  - Jimmy Bivins, boxeur américain. († 4 juillet 2012).
- 1921 : 
  - Otto Graham, joueur de foot U.S. américain. († 17 décembre 2003).
- 1922 : 
  - Guy Thys, footballeur puis entraîneur belge. (2 sélections en équipe nationale). Sélectionneur de l'Équipe de Belgique de 1976 à 1989 et de 1990 à 1991. († 1er août 2003).
- 1925 : 
  - Yeso Amalfi, footballeur brésilien. († 11 mai 2014).
  - Pentti Lund, hockeyeur sur glace canado-finlandais. († 16 avril 2013).
- 1926 :
  - Fernand Masoero, pilote de courses automobile français. († 31 octobre 2020).
- 1935 : 
  - Robert Salen, footballeur français. († 2 décembre 2012).
- 1945 : 
  - Larry Bowa, joueur de baseball américain.
- 1946 : 
  - Salif Keita, footballeur malien. († 2 septembre 2023).
- 1948 : 
  - Keke Rosberg, pilote de F1 finlandais. Champion du monde de Formule 1 1982. (5 victoires en Grand Prix).
- 1949 : 
  - Roland Bertranne, joueur de rugby à XV français. Vainqueur des Grands Chelems 1977 et 1981. (69 sélections en équipe de France).
- 1950 : 
  - Guy Drut, athlète de haies puis homme politique et membre du CIO français. Médaillé d'argent du 110 m haies aux Jeux de Munich 1972 puis champion olympique du 110 m haies aux Jeux de Montréal 1976. Champion d'Europe d'athlétisme du 110 m haies 1974. Ministre de la Jeunesse et des Sports de 1995 à 1997.
  - Chris Hodgetts, pilote de courses automobile d'endurance britannique.

### XXesiècle:1951-2000
- 1954 :
  - Andrei Minenkov, patineur artistique de danse sur glace soviétique puis russe. Médaillé d'argent aux Jeux d'Insbruck 1976 et de bronze aux Jeux de Lake Placid 1980. Champion du monde de patinage artistique 1975 et 1977. Champion d'Europe de patinage artistique 1977 et 1978.
- 1961 :
  - Manuel Reuter, pilote de courses automobile d'endurance allemand. Vainqueur des 24 Heures du Mans 1989.
- 1968 :
  - Christian Elder, pilote de courses automobile américain. († 12 août 2007).
- 1971 :
  - Richard Krajicek, joueur de tennis néerlandais. Vainqueur du Tournoi de Wimbledon 1996.
  - Carole Thate, hockeyeuse sur gazon néerlandaise.Médaillée de bronze aux Jeux d'Atlanta 1996 et aux Jeux de Sydney 2000. Championne du monde hockey sur gazon 1990. Championne d'Europe de hockey sur gazon 1999. (168 sélections en équipe nationale).
- 1972 :
  - Cyrille Pouget, footballeur français. (3 sélections en équipe de France)
- 1974 :
  - Stéphane Augé, cycliste sur route français. Vainqueur des Quatre jours de Dunkerque 2008.
  - Nick Stajduhar, hockeyeur sur glace canadien
- 1977 :
  - Kevin Cash, joueur de baseball américain.
  - Andrew Flintoff, joueur de cricket anglais. (79 sélections en Test cricket).
- 1978 :
  - Mão, footballeur de plage brésilien. Champion du monde de football de plage 2006, 2007, 2008 et 2009. (201 sélections en équipe nationale).
  - Ramiro Pez, joueur de rugby à XV italien. (40 sélections en équipe nationale).
- 1979 :
  - Tim Cahill, footballeur australien-samoan-irlandais. (107 sélections avec l'équipe d'Australie).
  - Michael Coetzee, joueur de rugby sud-africain.
- 1981 :
  - Rod Fanni, footballeur français. (5 sélections en équipe de France)
- 1982 :
  - Alberto Contador, cycliste sur route espagnol. Vainqueur des Tours de France 2007 et 2009, des Tours d'Italie 2008 et 2015, des Tours d'Espagne 2008, 2012 et 2014.
- 1983 : 
  - Sergio Hernández, pilote de courses automobile espagnol.
- 1984 : 
  - Daryl Impey, cycliste sur route sud-africain. Vainqueur du Tour de Turquie 2009.
- 1985 :
  - Shannon Bobbitt, basketteuse américaine.
  - Áris Grigoriádis, nageur grec. Champion du monde de natation du 50m dos 2005. Champion d'Europe de natation du 50m dos 2008 et du 100m dos 2012.
  - Max Hilaire, footballeur franco-haïtien. (16 sélections avec l'équipe d'Haïti).
- 1986 :
  - Sean Edwards, pilote de courses automobile britannique. († 15 octobre 2013).
  - Matt Niskanen, hockeyeur sur glace américain.
- 1988 :
  - Jure Dolenec, handballeur slovène. (122 sélections en équipe nationale).
  - Adam Eaton, joueur de baseball américain.
- 1990 :
  - Axel Augis, gymnaste artistique français. Médaillé de bronze du concours par équipes aux CE de gymnastique artistique masculine 2018.
  - Miguel Buval, basketteur français.
  - Tamira Paszek, joueuse de tennis autrichienne.
- 1991 :
  - Andréa Fileccia, footballeur belgo-italien.
  - Coco Vandeweghe, joueuse de tennis américaine. Victorieuse de la Fed Cup 2017.
- 1992 :
  - Lilian Calmejane, cycliste sur route français.
- 1994 :
  - Giánnis Antetokoúnmpo, basketteur gréco-nigérian. (49 sélections avec l'équipe de Grèce).
  - Umberto Orsini, cycliste sur route italien.
- 1995 :
  - Clarince Djaldi-Tabdi, basketteuse française.
  - Fatima Zahra El Qorachi, judokate marocaine. Championne d'Afrique de judo des -52 kg 2018.
- 1996 :
  - Davide Calabria, footballeur italien.
- 1997 :
  - Sabrina Ionescu, basketteuse américaine.
  - Christian Kouamé, footballeur ivoirien.

### XXIesiècle
- 2003 :
  - Mathias Løvik, footballeur norvégien.

## Décès

### XIXesiècle
- 1890 :
  - Joe Coburn, 55 ans, boxeur irlandais. (° 20 juillet 1835).

### XXesiècle:1901-1950
- 1950 :
  - Pietro Lana, 62 ans, footballeur italien. (2 sélections en équipe nationale). (° 10 octobre 1888).

### XXesiècle:1951-2000
- 1955 : 
  - Honus Wagner, 81 ans, joueur de baseball américain. (° 24 février 1874).
- 1956 : 
  - John Geiger, 83 ans, rameur américain. Champion olympique du huit aux Jeux de Paris 1900. (° 28 mars 1873).
- 1957 : 
  - Maurice Peeters, 75 ans, cycliste sur piste néerlandais. Champion olympique de la vitesse aux Jeux d'Anvers 1920 puis médaillé de bronze du tandem aux Jeux de Paris 1924. (° 5 mai 1882).
- 1995 : 
  - Mario Vicini, 82 ans, cycliste sur route italien. (° 21 février 1913).
- 1997 :
  - Willie Pastrano, 62 ans, boxeur américain. Champion du monde des poids mi-lourds de 1963 à 1965. (° 27 novembre 1935).

### XXIesiècle
- 2001 : 
  - Peter Blake, 53 ans, navigateur néo-zélandais. Vainqueur du Trophée Jules-Verne 1994 et de la Coupe de l'America 2000. (° 1er octobre 1948).
- 2003 : 
  - José María Jiménez, 32 ans, cycliste sur route espagnol. (° 6 février 1971).
- 2004 : 
  - Raymond Goethals, 83 ans, entraîneur de football belge. Vainqueur de la Coupe d'Europe des vainqueurs de coupe 1978 et e la Ligue des champions 1993. (° 7 octobre 1921).
  - Bernard Pariset, 75 ans, judoka puis dirigeant sportif français. (° 21 décembre 1929).
- 2005 : 
  - Charly Gaul, 73 ans, cycliste sur route luxembourgeois. Vainqueur des Tours d'Italie 1956 et 1959, du Tour de France 1958. (° 8 décembre 1932).
- 2006 : 
  - Kevin Berry, 61 ans, nageur australien. Champion olympique du 200 m papillon et médaillé de bronze du 4×100 m 4 nages aux Jeux de Tokyo 1964. (° 10 avril 1945).
- 2010 : 
  - Vic Lynn, 85 ans, hockeyeur sur glace puis entraîneur canadien. (° 26 janvier 1925).
- 2012 : 
  - Jean Diederich, 90 ans, cycliste sur route luxembourgeois. (° 20 février 1922)